# 2019 en photographie
| Années de la photographie : 2016 - 2017 - 2018 - 2019 - 2020 - 2021 - 2022    |
| Décennies de la photographie : 1980 - 1990 - 2000 - 2010 - 2020 - 2030 - 2040 |

Cet article présente les faits marquants de l'année 2019 en photographie.

## Photographies notables
- Lana Haroun, Kandake of the Sudanese Revolution, photographie prise avec un smartphone lors des manifestations antigouvernementales au Soudan.

## Festivals et congrès photographiques
- Festival de l'oiseau et de la nature du samedi 13 au lundi 22 avril 2019
- 5e édition de la foire Photo London, Somerset House, Londres, du 16 au 19 mai 2019
- 56e édition de la foire internationale de la photo de Bièvres, les 1er et 2 juin 2019
- 117e congrès de la Fédération photographique de France à Aurillac les 30, 31 mai et 1er juin 2019
- 50e Rencontres d'Arles du 1er juillet au 22 septembre 2019
- Visa pour l'image à Perpignan du 31 août au 15 septembre 2019
- 81e congrès de la Photographic Society of America à Spokane dans l'État de Washington du 22 au 28 septembre 2019
- Paris Photo au Grand Palais, Paris, du 7 au 10 novembre 2019
- Salon de la photo de Paris du 7 au 11 novembre 2019
- 23e Festival international de la photo animalière et de nature à Montier-en-Der du 14 au 17 novembre 2019

## Prix et récompenses
- World Press Photo de l'année à John Moore  États-Unis (Getty Images)
- Prix Robert Capa Gold Medal à Dieu-Nalio Chery pour son reportage « Haïti : nation au bord du gouffre »[1],[2].
- Prix Niépce à Raphaël Dallaporta
- Prix Nadar à Miho Kajioka, pour So it goes, the(M) éditions en coédition avec Ibasho [3]
- Prix Marc Ladreit de Lacharrière – Académie des beaux-arts à ?
- Prix HSBC pour la photographie à Dominique Teufen et Nuno Andrade[4],[5]
- Prix Bayeux-Calvados des correspondants de guerre - Trophée photo à Patrick Chauvel pour son travail sur la Syrie publié par Paris Match[6]
- Prix Women In Motion pour la photographie à Susan Meiselas
- Prix Carmignac du photojournalisme à Tommaso Protti[7]
- Prix Roger-Pic à Denis Dailleux pour sa série In Ghana – We shall meet again et Tomas van Houtryve pour sa série Lines and Lineage
- Prix Pierre et Alexandra Boulat à Axelle de Russé (Hans Lucas)
- Prix Lucas Dolega à ?
- Prix Canon de la femme photojournaliste à ?
- Prix Picto à ?
- Prix Tremplin Photo de l'EMI à ?
- Prix Voies Off à ?
- Prix Révélation SAIF à ?
- Grand Prix Les femmes s'exposent à Julie Franchet[8].
- Prix sergent Sébastien Vermeille à Philippe de Poulpiquet[9]

- Prix Erich-Salomon à Stephanie Sinclair
- Prix culturel de la Société allemande de photographie à Helga Paris
- Prix Oskar-Barnack à Mustafah Abdulaziz[10]  États-Unis
- Leica Newcomer Award : Nanna Heitmann ( Allemagne), pour sa série Hiding from Baba Yaga
- Prix Leica Hall of Fame à Walter Vogel (de)
- Prix de la Fondation Deutsche Börse pour la Photographie à Susan Meiselas
- Prix Hansel-Mieth à Jan Christoph Wiechmann (text) a Federico Rios (photographie)[11]
- Zeiss Photography Award à Rory Doyle

- Prix national de portrait photographique Fernand Dumeunier à ?

- Prix Paul-Émile-Borduas à ?
- Prix du duc et de la duchesse d'York à ?

- Prix national de la photographie (Espagne) à ?

- Prix Ansel-Adams à Tim Palmer[12]
- Prix W. Eugene Smith à Yael Martínez
- Prix Pulitzer
  - Catégorie « Feature Photography » à Lorenzo Tugnoli ( Italie), pour son reportage sur « La famine tragique au Yémen » ;
  - Catégorie « Breaking News » à l'ensemble de l'équipe photo de l'agence de presse Reuters ( Royaume-Uni) pour « un récit visuel saisissant et effrayant de l'urgence, du désespoir, et de la tristesse de migrants alors qu’ils voyagent de l'Amérique du Sud et de l'Amérique centrale aux États-Unis ». Baptisé « On the Migrant Trail to America » (Sur le chemin des migrants vers l’Amérique), ce reportage a été réalisé par 11 photographes de l'agence (Mike Blake, Lucy Nicholson, Loren Elliott, Edgard Garrido, Adrees Latif, Goran Tomasevic, Kim Kyung Hoon, Alkis Konstantinidis, Carlos Garcia Rawlins, Carlos Barria et Ueslei Marcelino)[13].
- Prix Inge Morath à Alex Potter (Once a Nation), finalists Kimberly dela Cruz, Tamara Merino et Ioanna Sakellaraki
- Prix Arnold-Newman pour les nouvelles orientations du portrait photographique à Louie Palu
- Infinity Awards
  - Prix pour l'œuvre d'une vie : Rosalind Fox Solomon
  - Prix de la publication Infinity Award à ?
  - Infinity Award du photojournalisme à ?
  - Infinity Award for Art à Dawoud Bey
  - Prix de la photographie appliquée à ?
  - Infinity Award Photographe émergent : Jess T. Dugan
  - Infinity Award Rédaction critique et recherche : Zadie Smith
- Lucie Awards
  - Lucie Award pour l'œuvre d'une vie à ?
  - Lucie Award Fine Art à ?
  - Lucie Award du photojournalisme à ?
  - Lucie Award de la photographie documentaire à ?
  - Lucie Award de la photographie humanitaire à ?
  - Lucie Award du portrait à ?
  - Lucie Award de la photographie de sport à ?
  - Lucie Award de la photographie d'architecture à ?
  - Lucie Award de la photographie de mode à ?
  - Lucie Award de la photographie de publicité à ?
  - Lucie Award de la femme photographe à ?
  - Lucie Award visionnaire à ?
  - Spotlight Award à ?
  - Lucie Award spécial à ?
- Prix Higashikawa
  - Photographe japonais à ?
  - Photographe étranger à ?
  - Photographe espoir à ?
  - Prix spécial à ?
- Prix Ihei Kimura à ?
- Prix Ken Domon à Satoshi Takahashi
- Centenary Medal de la Royal Photographic Society : ?
- Prix international de la Fondation Hasselblad à Daidō Moriyama
- Prix suédois du livre photographique à ?
- Prix Lennart Nilsson à ?
- Prix Haftmann à ?
- Prix Pictet à Joana Choumali ( Côte d'Ivoire), pour sa série Ça va aller (2016-2019)[14].

- Photographe Swiss Press de l'année Stefan Bohrer[15]

## Grandes expositions
- Sebastião Salgado, Déclarations, exposition présentant une trentaine d'images en grand format de Sebastião Salgado dans le cadre de la saison « En droits ! » pour commémorer les 70 ans de la Déclaration universelle des droits de l'Homme, Musée de l'Homme, Paris, du 8 décembre 2018 au 30 juin 2019  [16],[17],[18]
- Martin Parr, Only Human, The National Portrait Gallery, Londres, 7 mars au 27 mai 2019 [19]
- The Body Observed: Magnum Photos[20], une exposition sur le corps vu par les photographes de l'agence Magnum avec des photos d'Eve Arnold, Philippe Halsman, Werner Bischof, Cristina García Rodero, Bruce Gilden, Alec Soth, Susan Meiselas, Antoine d'Agata, Alessandra Sanguinetti, Miguel Rio Branco, ... Sainsbury Centre for Visual Arts, Université d'East Anglia, Norwich (Royaume-Uni), du 23 mars au 30 juin 2019
- Raymond Depardon, 1962-1963, photographe militaire, Musée national de la Marine, Toulon, 17 mai - 31 décembre[21]
- Winter in Swiss Photography, avec des photographies de Albert Steiner, Sabine Weiss, René Groebli, Guido Baselgia, René Burri, Werner Bischof, Arnold Odermatt, ... galerie Bildhalle, Paracelsus Forum, Saint-Moritz (Suisse)
- Un Conte polonais, une immersion dans l'œuvre du photographe polonais Bogdan Konopka (1953-2019), Parc du Prieuré, Beaucouzé, du 24 mai au 7 juillet 2019[22]
- Lust for Life de Ed van der Elsken, Musée de la photographie des Pays-Bas, Rotterdam
- L'essence du visible, une rétrospective de l'œuvre de l'écrivain et photographe américain Wright Morris, qui est à l'origine du livre photo-texte, Fondation Henri Cartier-Bresson, 18 juin – 29 septembre 2019 [23].
- Inge Morath : La Vie, La Photographie, Palais Ducal, Gênes, du 21 juin au 6 octobre 2019 [24]
- A Dark Thread de Henry Wessel Jr., Maison européenne de la photographie, Paris[25]
- Henri Cartier-Bresson : Chine 1948-1949 | 1958, Fondation Henri Cartier-Bresson, 15 octobre 2019 – 2 février 2020 [26].

## Livres parus en 2019
Liste non exhaustive
- Minkkinen d'Arno Rafael Minkkinen, textes de Keith F. Davis, Vicki Goldberg et Arno Rafael Minkkinen, 330 pages, 288 illustrations tritone, Kehrer Verlag, Heidelberg,  (ISBN 978-3-86828-922-0)
- Lust for Life  de Ed van der Elsken, Dewi Lewis Publishing / Musée de la photographie des Pays-Bas,  (ISBN 978-1-91130-650-4)
- André Kertész, marcher dans l’image, Cédric de Veigy et Matthieu Rivallin, André Frère éditions,  (ISBN 979-10-92265-85-9)
- Alejandro Eberta, Pour une poétique de la mémoire - Photographie, littérature & arts, préface de Christine Delory-Momberger, Coll. Eidos - Série photographie, 154 pages, L'Harmattan •  (ISBN 978-2-34318-876-8)
- Sebastião Salgado, Gold, textes de Sebastião Salgado, Lélia Wanick Salgado, Alan Riding, relié, 208 pages, Taschen-Verlag, Cologne •  (ISBN 978-383-657-508-9)

## Décès en 2019
- 3 janvier : Jean Revillard, photographe suisse, né le 22 septembre 1967.
- 5 janvier : John Kouns, photographe américain, né le 21 septembre 1929.
- 22 janvier : Jean-Maurice Rouquette, 87 ans, historien , conservateur de musées et fondateur des Rencontres de la photographie d'Arles, né le 28 juillet 1931[27].
- 7 février : Per Olov Jansson, photographe finlandais, né le 20 avril 1920.
- 8 février : Georg Gerster, journaliste et photographe suisse, spécialisé dans la photographie aérienne, né le 30 avril 1928.
- 29 mars : Renzo Tortelli, photographe italien, né le 5 décembre 1926[28].
- 20 avril : Galina Kmit, photographe russe, née le 16 décembre 1931.
- 23 avril : Michael Wolf, photographe allemand, né le 30 juillet 1954.
- 19 mai : Bogdan Konopka, photographe documentaire polonais, né le 27 juillet 1953.
- 2 septembre : Jean Marquis, photographe français, né le 28 février 1926.
- 3 septembre : Peter Lindbergh, photographe de mode, portraitiste et réalisateur allemand, né le 23 novembre 1944.
- 5 septembre : Charlie Cole, photographe et photojournaliste américain, lauréat du World Press Photo of the Year, né le 28 février 1955.
- 9 septembre : Robert Frank, photographe et réalisateur suisse, naturalisé américain, né le 9 novembre 1924.
- 9 septembre : Fred Herzog (en), photographe canadien, né le 21 septembre 1930.
- 16 septembre : John Cohen (en), musicien, musicologue, photographe et réalisateur américain, né le 2 août 1932.
- 23 septembre : Daniel Frasnay, photographe français, né le 26 août 1928.
- 23 septembre : Jean-Claude Gautrand, photographe, journaliste, écrivain, commissaire d'expositions et historien de la photographie français, né le 19 décembre 1932.
- 5 octobre : Sally Soames, photographe britannique, née le 21 janvier 1937.
- 9 octobre : Jill Freedman (en), photographe américaine, née le 19 octobre 1939.
- 6 novembre : Robert Freeman, photographe britannique, l'un des photographes favoris du groupe des Beatles[29], né le 5 décembre 1936.
- 18 décembre : Sylvain Julienne, photographe de guerre français, né le 6 juillet 1947[30].
- 24 décembre : Toyoko Tokiwa, photographe japonaise, née le 15 janvier 1930.
- 26 décembre : Jean-Louis Swiners, photographe et photojournaliste français, né le 1er avril 1935.

## Célébrations
Centenaire de naissance
- René Basset
- Harold Corsini
- Margit Ekman
- André Gamet
- Frances McLaughlin-Gill
- Vsevolod Tarassevitch

Centenaire de décès
- Georges Ancely
- Lallie Charles
- Charles Gallot
- Charles Herbert
- Rosalie Sjöman
- Karl Emil Ståhlberg

Bicentenaire de naissance
- José Albiñana
- Charles Clifford
- René Dagron
- Eugène Disdéri
- Roger Fenton
- Edmond Fierlants
- Louis-Joseph Ghémar
- Sergueï Levitski
- Ruperto López de Alegría
- Benito Panunzi
- Alphonse Poitevin
- Thomas Sutton
- Théodore Tiffereau
- Jesse Harrison Whitehurst